# Getallen en getalverzamelingen

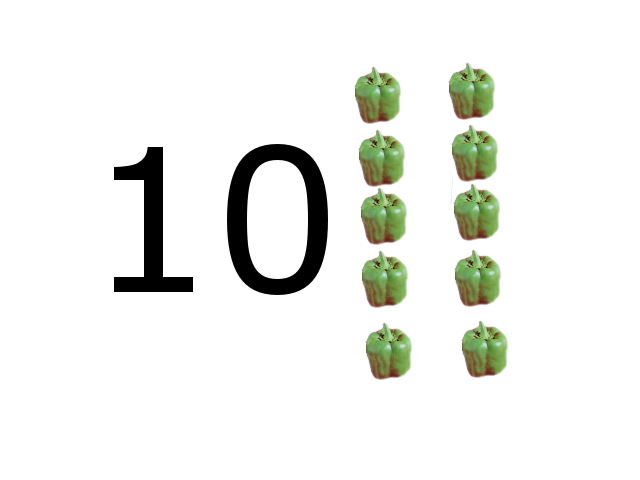
tien

Dit is een lijst van artikelen die over getallen gaan. De getallen worden geschreven zoals ze worden uitgesproken, dus niet met cijfers, maar als hoofdtelwoord.

## Hoofdtelwoorden
- Nul
- Een - Twee - Drie - Vier - Vijf - Zes - Zeven - Acht - Negen
- Tien - Elf - Twaalf - Dertien - Veertien - Vijftien
- Zestien - Zeventien - Achttien - Negentien - Twintig - Eenentwintig
- Tien - twintig - dertig - veertig - vijftig - zestig - zeventig - tachtig - negentig
- Honderd - 102 = 100
- Duizend - 103 = 1000

### Machten van tien
- Miljoen - 106 = 1.000.000
- Miljard - 109 = 1.000.000.000 (1 met 9 nullen)
- Biljoen - 1012 = 1.000.000.000.000 (1 met 12 nullen)
- Biljard - 1015 = 1.000.000.000.000.000 (1 met 15 nullen)
- Triljoen - 1018 = 1.000.000.000.000.000.000 (1 met 18 nullen)
- Triljard - 1021 = 1.000.000.000.000.000.000.000 (1 met 21 nullen)
- Quadriljoen - 1024 = 1.000.000.000.000.000.000.000.000 (1 met 24 nullen)
- Quadriljard - 1027 = 1.000.000.000.000.000.000.000.000.000 (1 met 27 nullen)

- Googol - 10100 = 10.000.000.000.000.000.000.000.000.000.000.000.000.000.

000.000.000.000.000.000.000.000.000.000.000.000.000.000.
000.000.000.000.000.000 (1 met 100 nullen)
- Googolplex - 1010100 (1 met googol nullen)
- Googolplexian - 101010100 (1 met googolplex nullen)

## Hoofdtelwoorden in hoeveelheden
- ¼ dozijn = 3 stuks
- ½ dozijn = 6 stuks
- Dozijn = 12 stuks
- Gros = 144 stuks of 12 dozijnen

## Wiskundige getalverzamelingen
- Getallen en cijfers
- Talstelsels
  - Binair
  - Octaal
  - Decimaal
  - Hexadecimaal

- Natuurlijke getallen
  - Nul
  - Priemgetallen, mersennepriemgetallen, relatief priem
  - Fermatgetal
  - Reeks van Fibonacci
  - Bevriende getallen, perfecte getallen
  - Grootste gemene deler, kleinste gemene veelvoud
- Gehele getallen
- Rationale getallen
  - Decimale en repeterende breuken
  - Bernoulli-getallen
- Irrationale getallen
  - {\displaystyle {\sqrt {2}}}
  - e = 2,71828...
  - Pi π = 3,14159...
  - Tau τ = 6,28318...
  - Gulden snede {\displaystyle \varphi =1,6180...}
  - Feigenbaum constantes δ = 4,6692... en α = 2,5029...
- Algebraïsche getallen
  - {\displaystyle {\sqrt {3.8}}}
  - {\displaystyle {\sqrt[{5}]{15}}-{\sqrt[{11}]{67}}+8.3}
  - Gulden snede {\displaystyle \varphi ={\begin{matrix}{\frac {1}{2}}\end{matrix}}+{\begin{matrix}{\frac {1}{2}}\end{matrix}}{\sqrt {5}}}
- Transcendente getallen
  - e = 2,71828...
  - Pi π = 3,14159...
- Reële getallen
- Imaginaire getallen
  - i = {\displaystyle {\sqrt {-1}}}
- Complexe getallen

## Getallen uit de natuur- en scheikunde
- Constante van Avogadro
- Getal van Nusselt
- Reynoldsgetal